# Państwowy Fundusz Aktywizacji Zawodowej
Państwowy Fundusz Aktywizacji Zawodowej – fundusz celowy, istniejący w latach 1983–1989, skierowany na udzielenie pomocy osobom zatrudnionym, łagodzenie skutków bezrobocia, promocji kształcenia i rozwoju systemu informacyjnego.

## Powołanie Funduszu
Na podstawie ustawy z 1983 r. o Państwowym Funduszu Aktywizacji Zawodowej ustanowiono Fundusz. Środkami Funduszu dysponował Minister Pracy, Płac i Spraw Socjalnych.

## Dochody Funduszu
Dochodami Funduszu były:
- dotacje z budżetu centralnego,
- środki pochodzące z innych źródeł, uzyskiwane na podstawie odrębnych przepisów.

## Przeznaczenie środków Funduszu
- Środki Funduszu przeznacza były na finansowanie przygotowania zawodowego:
  - pracowników uspołecznionych zakładów pracy, jeżeli zachodziła konieczność przekwalifikowania ich odpowiednio do zmieniających się potrzeb zakładów,
  - uczniów szkół zawodowych oraz młodocianych pracowników uspołecznionych zakładów pracy, zatrudnionych na podstawie umowy o pracę w celu przygotowania zawodowego,
  - osób czasowo pozostających bez pracy,
- Tworzenia dodatkowych miejsc pracy:
  - w miejscowościach, w których nie ma innych możliwości zatrudnienia osób pozostających bez pracy lub zmieniających pracę,
  - dla osób niepełnosprawnych, inwalidów i kobiet ciężarnych,
- Robót interwencyjnych organizowanych przez terenowe organy administracji państwowej,
- Rozwoju systemu informacyjnego niezbędnego do realizacji pośrednictwa pracy i poradnictwa zawodowego oraz zadań związanych z przemieszczaniem kandydatów do pracy poza miejscem ich zamieszkania,
- Zasiłków dla osób czasowo pozostających bez pracy wypłacanych w okresie:
  - przygotowania zawodowego,
  - pozostawania bez pracy w razie braku odpowiedniej propozycji pracy lub propozycji przygotowania zawodowego warunkującego uzyskanie pracy,
- Uzupełnienia Funduszu Ochotniczych Hufców Pracy i innych zadań określonych w odrębnych przepisach.

## Zniesienie Funduszu
Na podstawie ustawy z 1989 r. o zatrudnieniu zlikwidowano Państwowy Fundusz Aktywizacji Zawodowej.